# Prosoplus signatus
Prosoplus signatus är en skalbaggsart som först beskrevs av Fauvel 1906.  Prosoplus signatus ingår i släktet Prosoplus och familjen långhorningar. Inga underarter finns listade i Catalogue of Life.